# Елгін (Огайо)
Елгін (англ. Elgin) — селище (англ. village) в США, в окрузі Ван-Верт штату Огайо. Населення — 49 осіб (2020).

## Географія
Елгін розташований за координатами 40°44′33″ пн. ш. 84°28′34″ зх. д. / 40.74250° пн. ш. 84.47611° зх. д. (40.742564, -84.476002).  За даними Бюро перепису населення США в 2010 році селище мало площу 0,58 км², уся площа — суходіл.

## Демографія
Згідно з переписом 2010 року, у селищі мешкало 57 осіб у 22 домогосподарствах у складі 17 родин. Густота населення становила 98 осіб/км².  Було 22 помешкання (38/км²).
Расовий склад населення:
| - 98,2 % — білих |

До двох чи більше рас належало 1,8 %. Частка іспаномовних становила 0,0 % від усіх жителів.
За віковим діапазоном населення розподілялося таким чином: 22,8 % — особи молодші 18 років, 70,2 % — особи у віці 18—64 років, 7,0 % — особи у віці 65 років та старші. Медіана віку мешканця становила 37,3 року. На 100 осіб жіночої статі у селищі припадало 128,0 чоловіків;  на 100 жінок у віці від 18 років та старших — 120,0 чоловіків також старших 18 років.
Середній дохід на одне домашнє господарство  становив 44 407 доларів США (медіана — 43 750), а середній дохід на одну сім'ю — 50 100 доларів (медіана — 52 500). Медіана доходів становила 36 563 долари для чоловіків та 21 563 долари для жінок. За межею бідності перебувало 15,6 % осіб, у тому числі 50,0 % дітей у віці до 18 років та 18,2 % осіб у віці 65 років та старших.
Цивільне працевлаштоване населення становило 20 осіб. Основні галузі зайнятості: виробництво — 30,0 %, освіта, охорона здоров'я та соціальна допомога — 25,0 %, мистецтво, розваги та відпочинок — 15,0 %, будівництво — 15,0 %.